# Adam Kraft

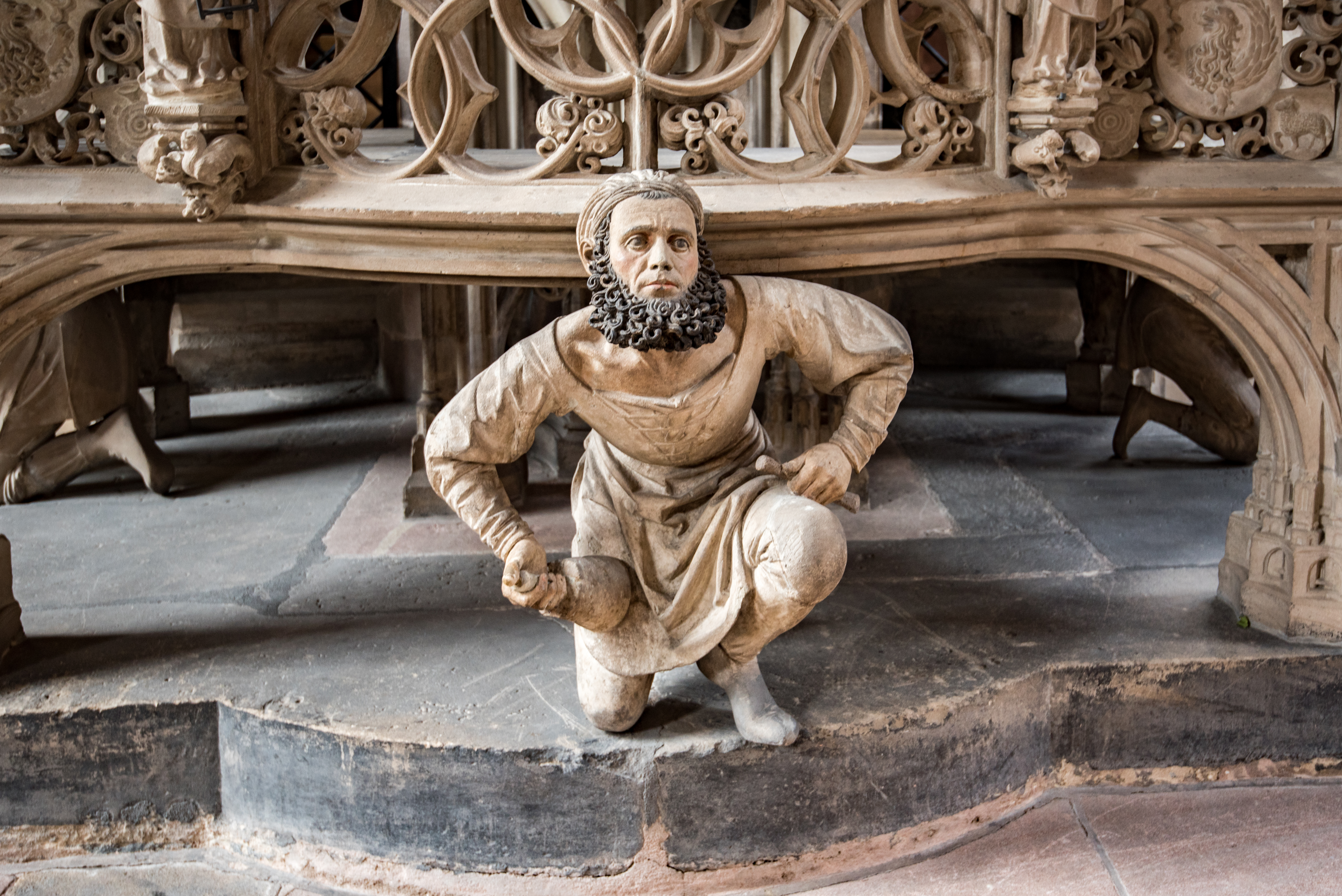
Selbstbildnis Adam Krafts von 1496 am Sakramentshaus in St. Lorenz in Nürnberg

Adam Kraft (* zwischen 1455 und 1460 in Nürnberg; † Mitte Januar 1509) war ein deutscher Bildhauer und Baumeister zur Zeit der Spätgotik.

## Leben
Adam Kraft wurde in Nürnberg als Sohn eines Schreiners geboren. Bis auf die damals üblichen Wanderjahre, die er in Ulm und Straßburg verbrachte, wirkte er nur in Nürnberg und Umgebung.
Über sein Leben ist nicht viel bekannt. Trotz seiner zwei Ehen blieb er wohl kinderlos. Er hatte nur einen kleinen Betrieb mit zwei oder drei Arbeitern. Trotz zahlreicher Aufträge befand er sich zeitlebens in finanziellen Nöten.

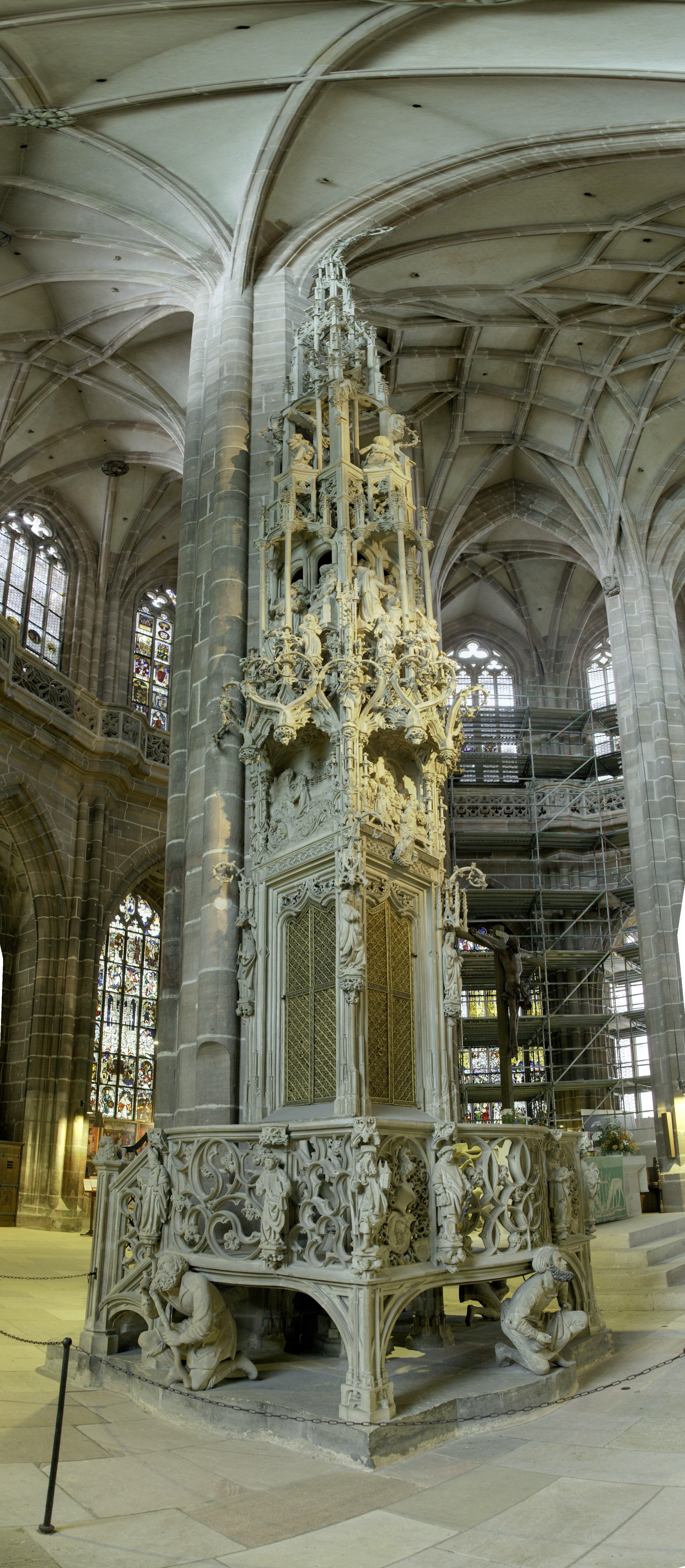
Das Sakramentshaus in St. Lorenz in Nürnberg

Als sein Meisterwerk gilt das Sakramentshaus in St. Lorenz in Nürnberg, ein 20,11 Meter hoher gotischer Turm aus Sandstein, der mit seiner Vielzahl an Figuren (Darstellungen des Letzten Abendmahls, der Kreuzigung und der Auferstehung Jesu Christi), Fialen und dem Maßwerk an geflochtene Ranken eines Baums erinnert. Der Sockel des Sakramentshauses wird von drei Figuren gestützt: In der mittleren hat sich Kraft selbst verewigt, die anderen beiden stellen vielleicht seine Gesellen dar, die an dem Werk beteiligt waren. Trotz seiner filigranen Gestalt und der starken Beschädigung von St. Lorenz durch Bombenangriffe im Zweiten Weltkrieg konnte das Sakramentshaus durch eine Umhüllung aus Gips vor der Zerstörung bewahrt werden. Nur die 7 Meter hohe Spitze, die sich an das Gewölbe anschmiegt, wurde nach dem Krieg rekonstruiert.
Ein weiteres von ihm geschaffenes Sakramentshaus befindet sich in der Sankt-Andreas-Kirche in Kalchreuth nördlich von Nürnberg.

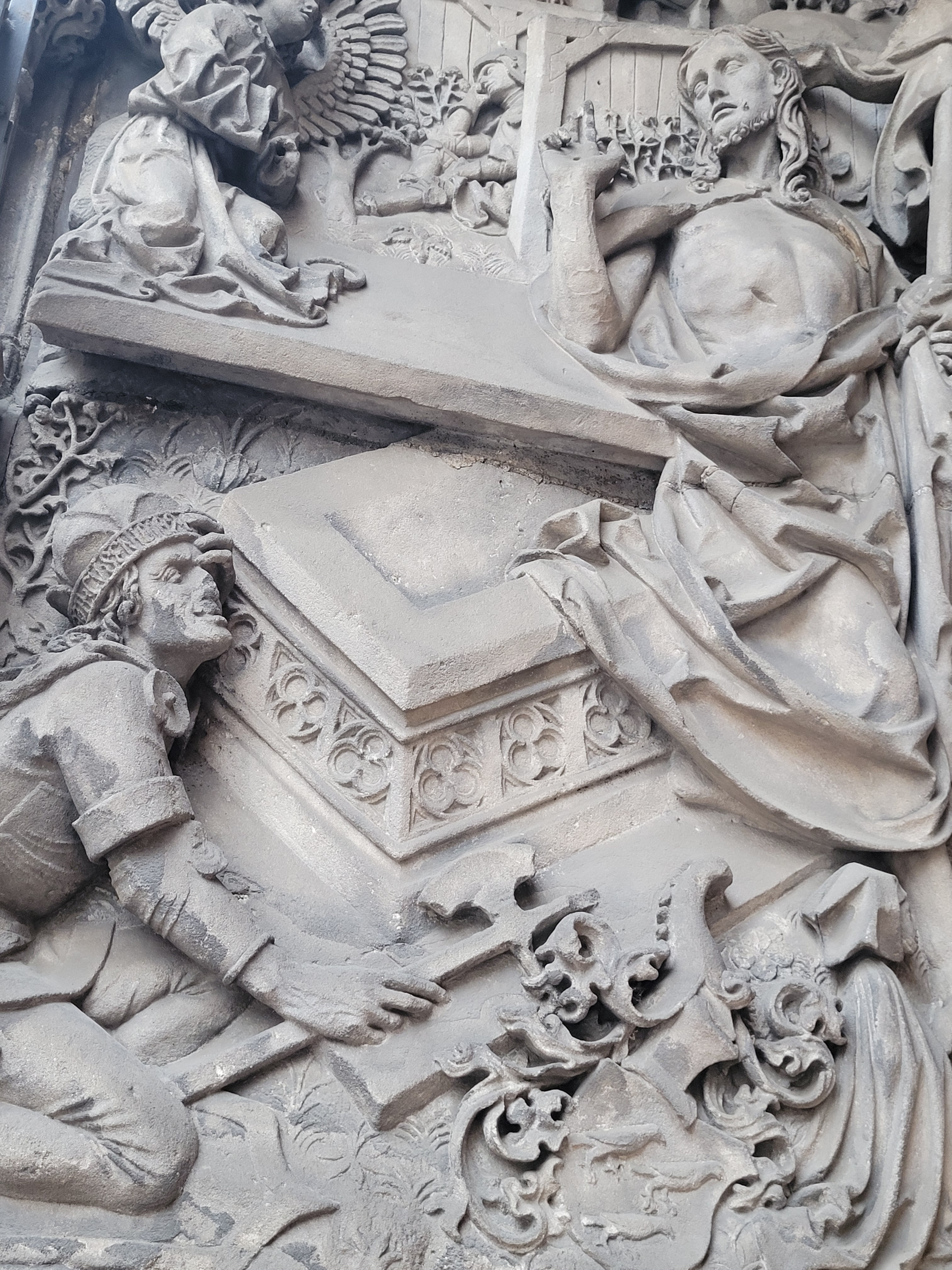
Epitaph von Adam Kraft an der Außenwand des Ostchores von St. Sebald in Nürnberg (Detail)

Neben dem St. Lorenzer Sakramentshaus ist noch das Schreyer-Landauer-Epitaph an der Außenwand des Ostchores von St. Sebald in Nürnberg als eines der bedeutendsten Werke Adam Krafts zu nennen. Das von den Nürnberger Patriziern Sebald Schreyer (Gotteshausmeister der Sebalduskirche sowie Freund Albrecht Dürers und Krafts) und Matthäus Landauer gestiftete Epitaph entstand in den Jahren 1490–92 und ist wohl eine Art Meisterstück des Bildhauers, mit dem er sich für das kurz danach entstandene Sakramentshaus in St. Lorenz empfehlen konnte. Das Epitaph besteht aus drei in der Art eines Flügelaltars zusammengesetzten Steinreliefs, auf denen in fast malerischer Manier Szenen aus der Passion Christi dargestellt sind. In der Nürnberger Frauenkirche findet sich als weiteres, bedeutendes Werk der um 1498 entstandene, ursprünglich im aufgelösten Nürnberger Augustinerkloster beheimatete Pergenstorffer-Epitaph mit einer Schutzmantelmadonna als zentraler Figur.
Ein Großteil seiner Werke befindet sich als Leihgabe im
Germanischen Nationalmuseum: Reliefs der
Kreuzwegstationen von der Nürnberger Burg nach St. Johannis, Relief von der Waage, eine Anna selbdritt usw.

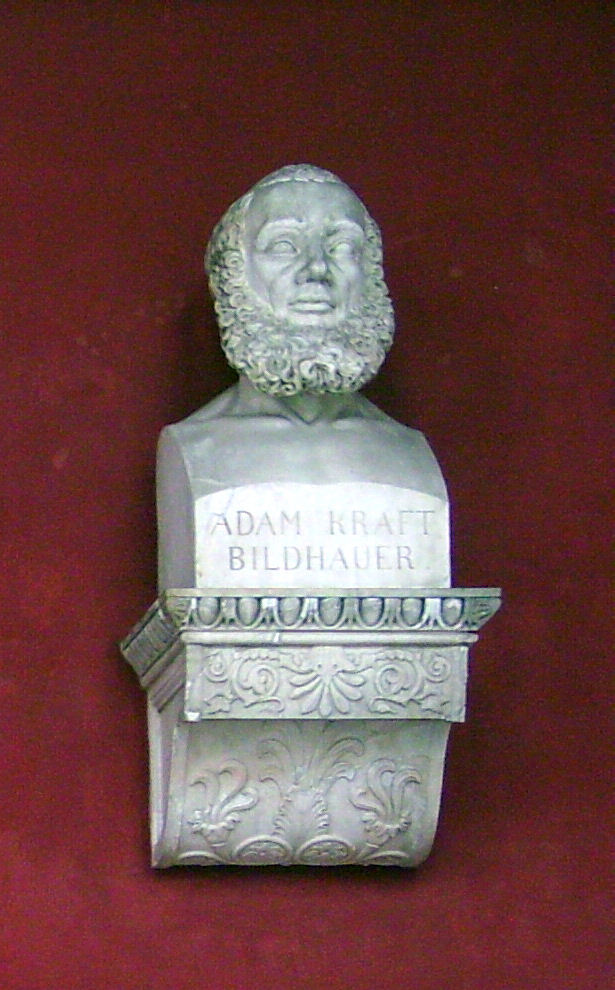
Büste Adam Krafts in der Ruhmeshalle in München

Adam Kraft wurde in Schwabach bei Nürnberg am 21. Januar 1509 beigesetzt. Dort ist das Adam-Kraft-Gymnasium nach ihm benannt. Zu Ehren Adam Krafts wurde seine Büste in der Ruhmeshalle in München aufgestellt. Auch die Adam-Kraft-Realschule in der Südstadt Nürnbergs ist nach ihm benannt. Mit dem Bau der Düsseldorfer Kunstakademie wurde sein Name unter den bedeutenden Bildhauern im Fries der Fassade an der Westseite (Rheinseite) eingemeißelt.
Der Asteroid (6146) Adamkrafft wurde ihm zu Ehren benannt.

## Bilder

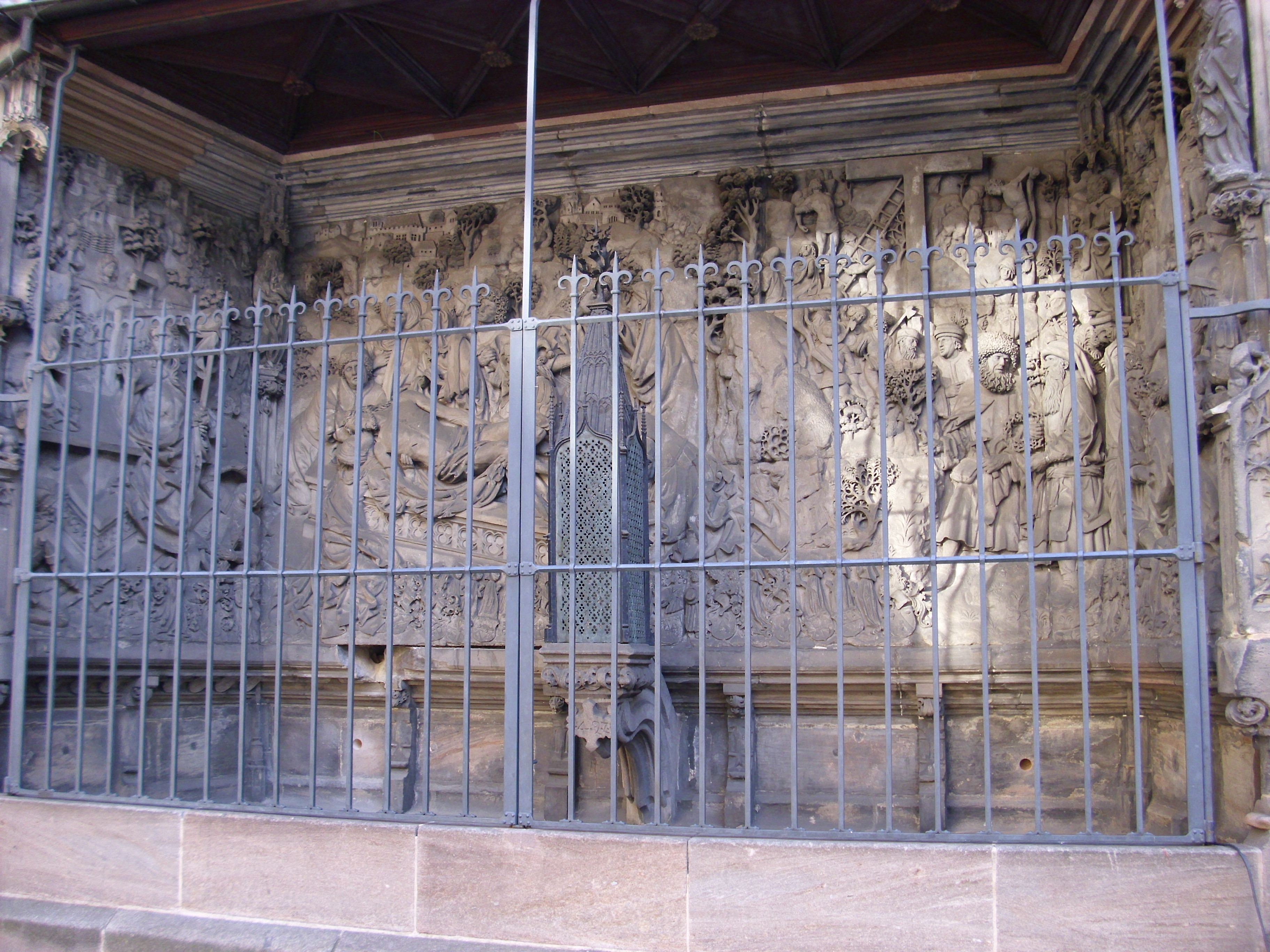
Das Sandsteinrelief des Schreyer-Landauer-Epitaphs am Ostchor von St. Sebald stellt drei Szenen der Passion Christi dar
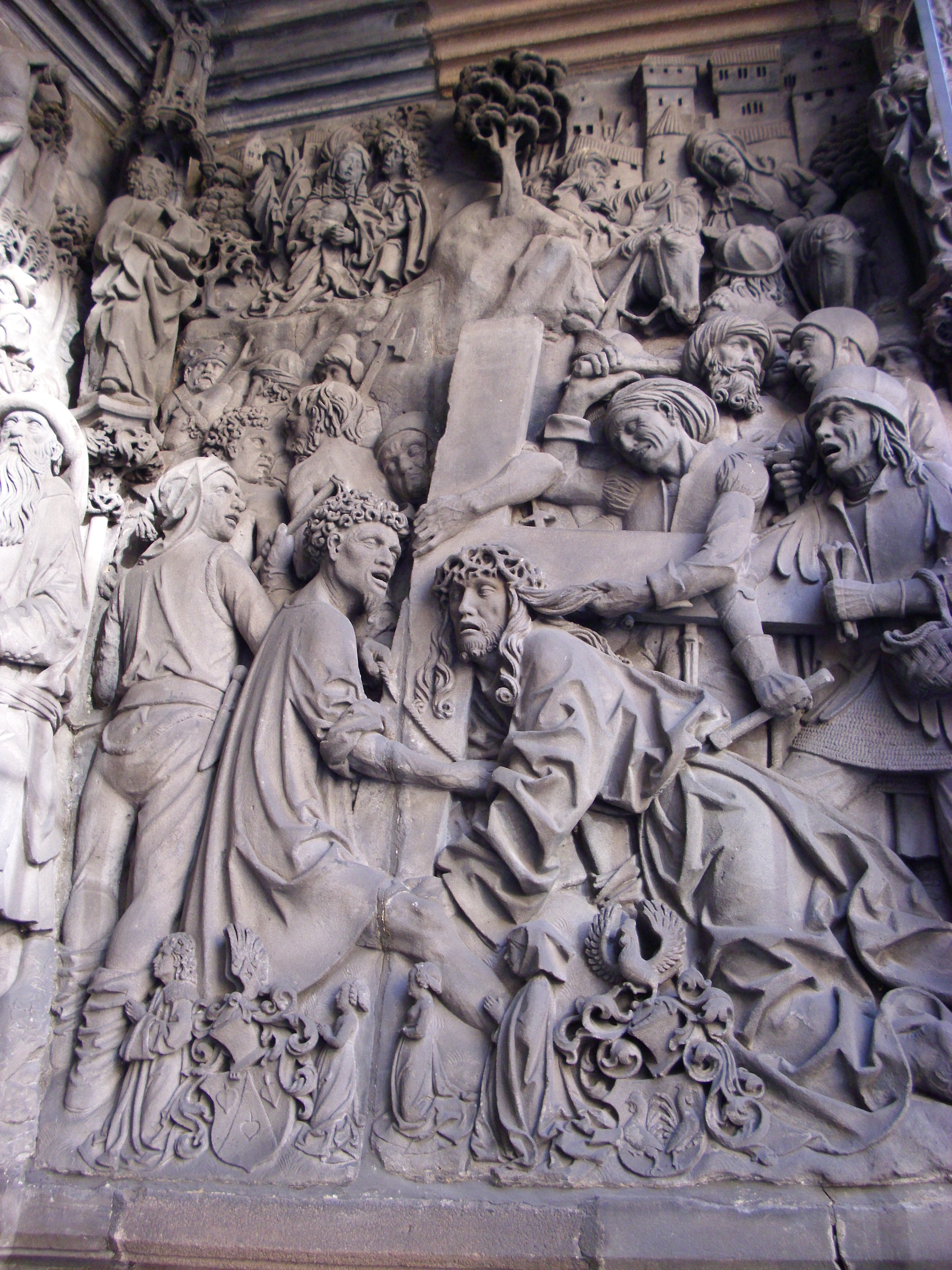
Darstellung der Kreuztragung Jesu in der rechten Tafel des Schreyer-Landauer-Epitaphs
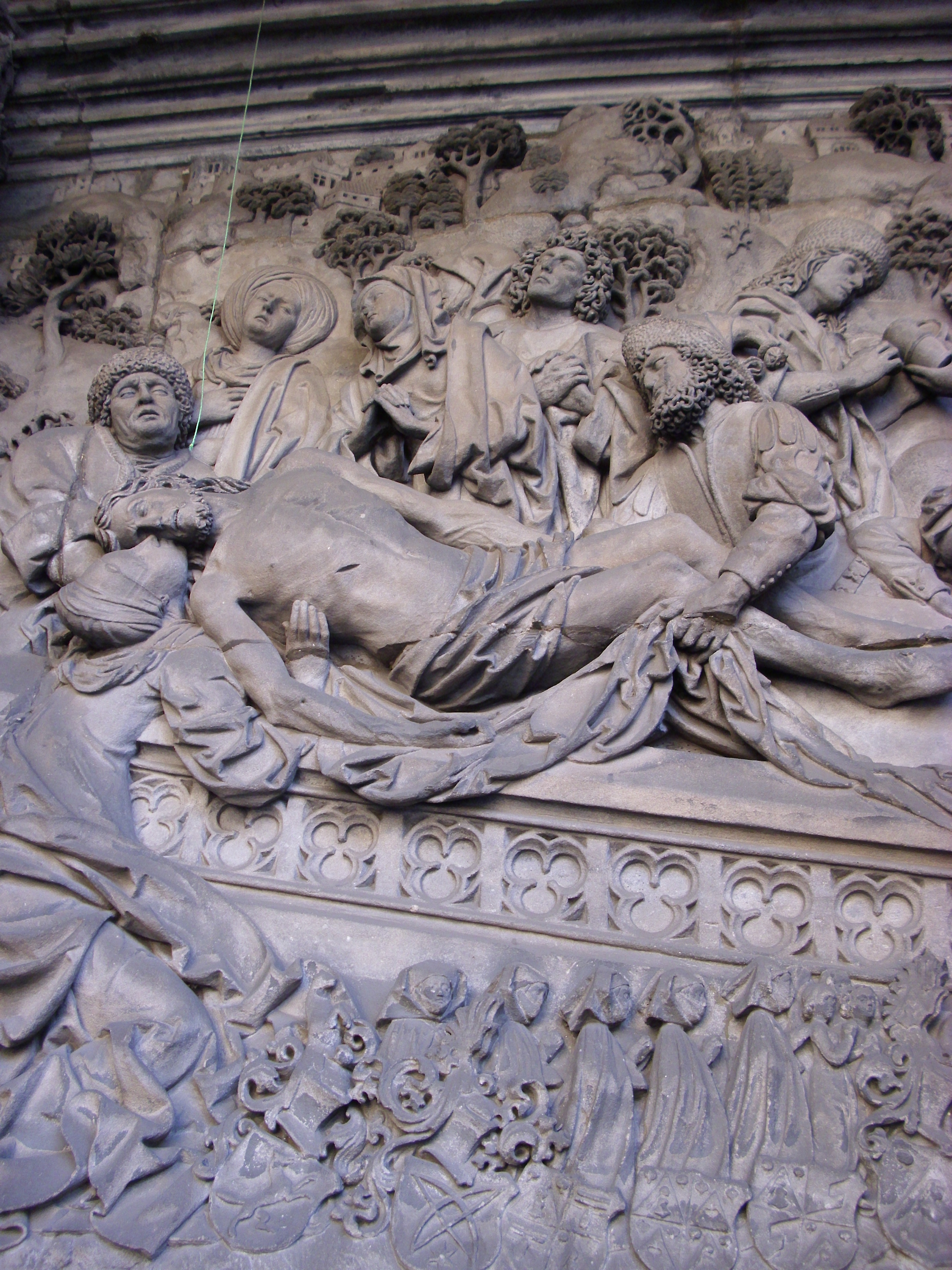
Grablegung Jesu in der mittleren Tafel
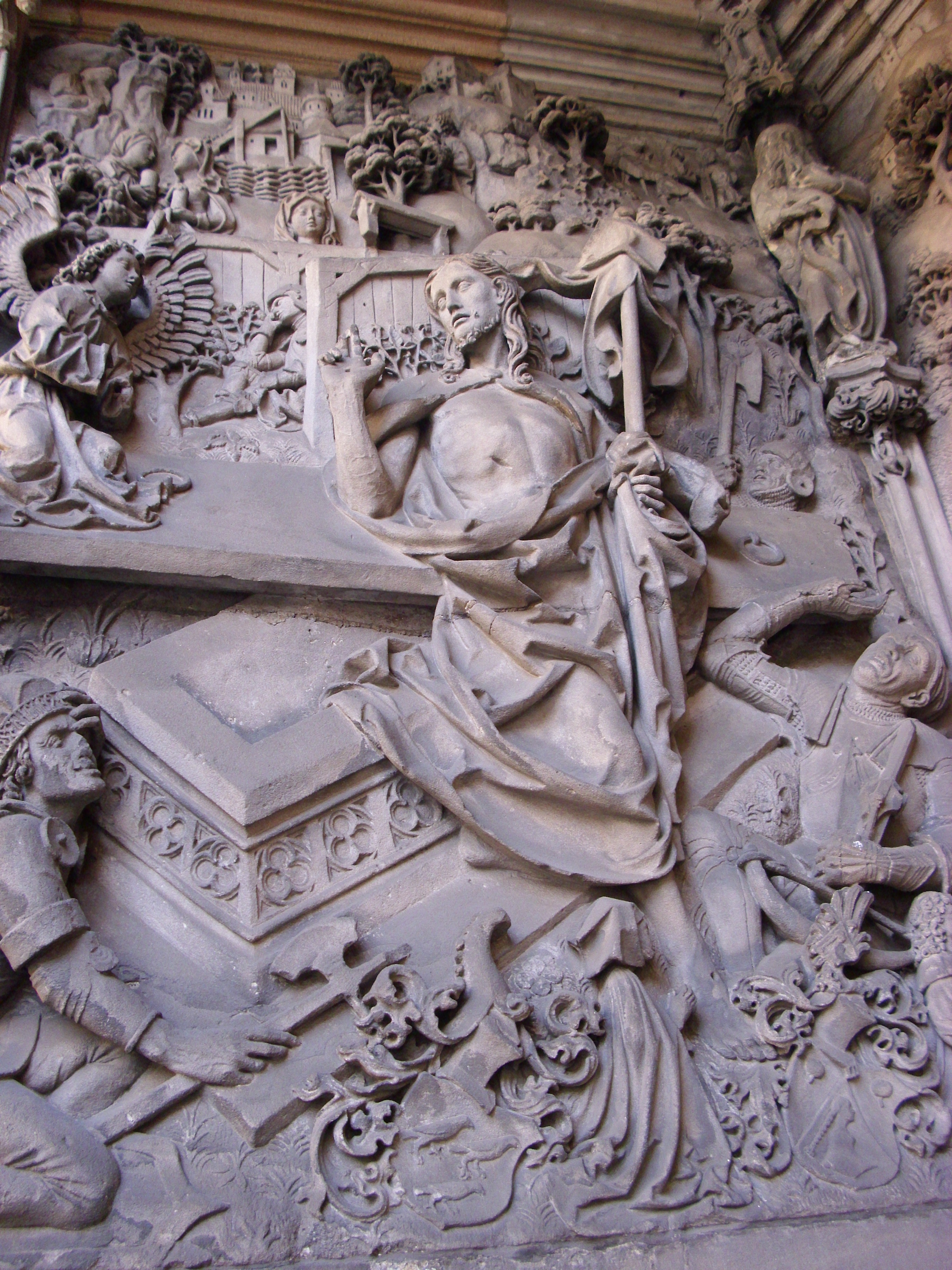
Auferstehung Jesu in der linken Tafel
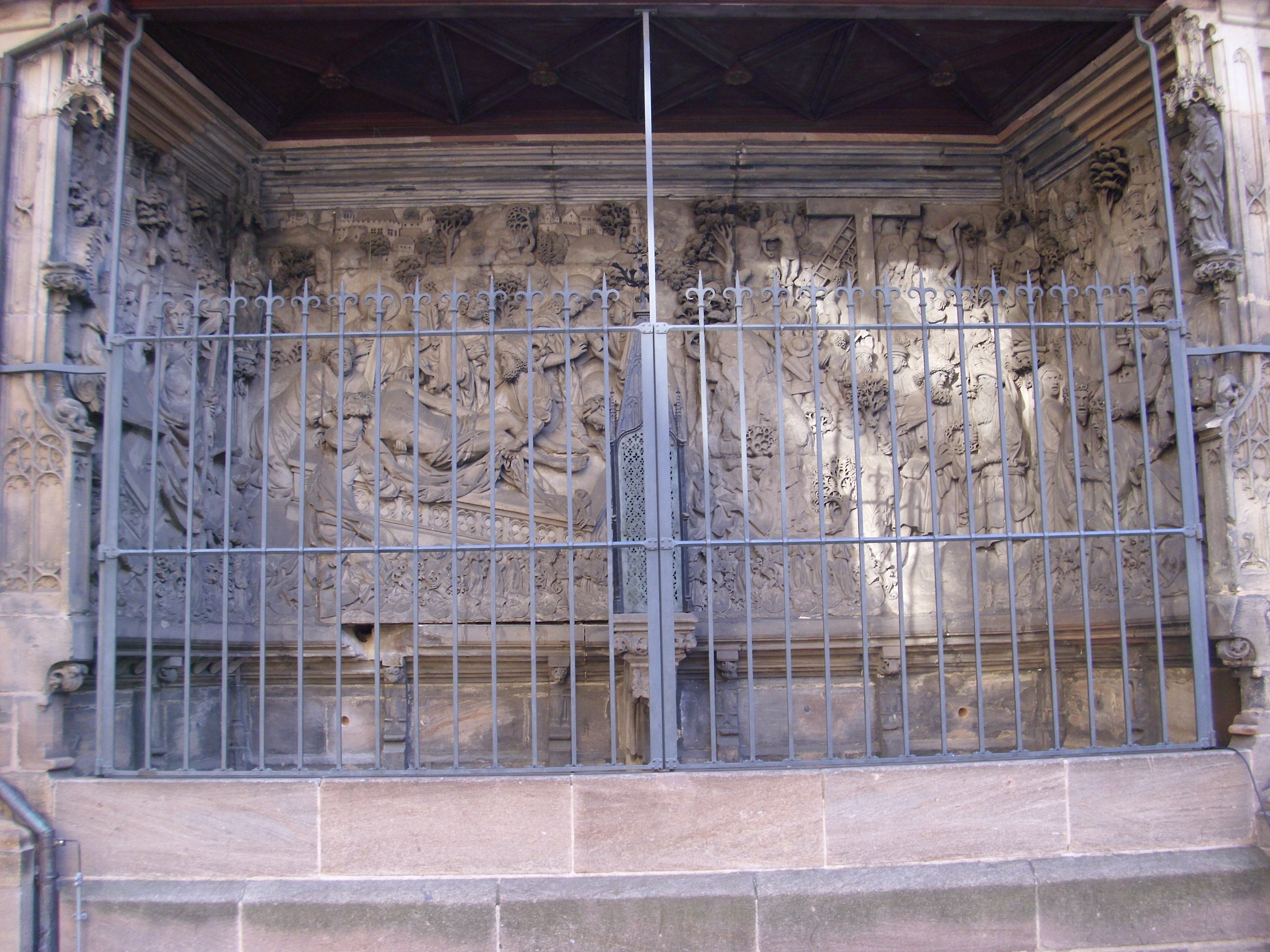
Ein Gitter schützt das Kunstwerk, das nunmehr über ein halbes Jahrtausend alt ist